# Isotta Fraschini Tipo 8
De Isotta Fraschini Tipo 8 is een Italiaanse luxewagen uit de topklasse die door de Italiaanse autobouwer Isotta Fraschini geproduceerd werd tussen 1919 en 1924.

## Historiek
Voor de Eerste Wereldoorlog had Isotta Fraschini een breed aanbod aan viercilindermodellen. Het voertuig met de krachtigste motor was de Tipo KM-sportwagen. Na de oorlog veranderde het merk van strategie en bracht het nog slechts één model op de markt: de Tipo 8 uit 1919, een auto in het topklassesegment.
De Tipo 8 was de eerste in serie geproduceerde auto ter wereld die was uitgerust met een achtcilinder-in-lijnmotor. Er waren eerder voertuigen van andere merken met dergelijke motoren, maar niet in serieproductie. Met deze auto verwierf Isotta Fraschini internationale faam als fabrikant van luxevoertuigen. De belangrijkste concurrenten waren Rolls-Royce en Hispano Suiza.
In oktober 1924 verscheen de opvolger Tipo 8A.

## Chassis en carrosserie
Zoals veel andere luxewagens uit die tijd werd de Tipo 8 alleen geleverd als rijdend chassis. Het chassis woog ongeveer 1450 kg en had een wielbasis van 3700 mm en een spoorbreedte van 1410 mm.
De meeste carrosserieën waren afkomstig van de vooraanstaande Italiaanse carrosseriebouwers Castagna, Farina en Cesare Sala, maar ook andere Europese en Amerikaanse carrosseriebouwers leverden carrosserieën naar wens van de klant.

## Aandrijflijn
De 5901 cm³ kopklepmotor met bovenliggende nokkenas van de Tipo 8 was de eerste acht-in-lijnmotor die in een productievoertuig werd aangeboden. Aanvankelijk produceerde deze motor 60 kW (80 pk), later werd het motorvermogen verhoogd tot 67 kW (90 pk). Het motorvermogen werd via een handgeschakelde drieversnellingsbak en een cardanas overgebracht op de achterwielen. De auto had een topsnelheid van ongeveer 137 tot 140 km/u, afhankelijk van het gewicht van de carrosserie.

## Fotogalerij

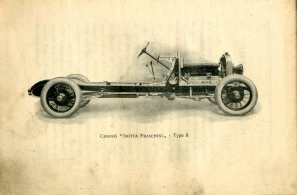
Het rijdend chassis van de Isotta Fraschini Tipo 8 (1920)
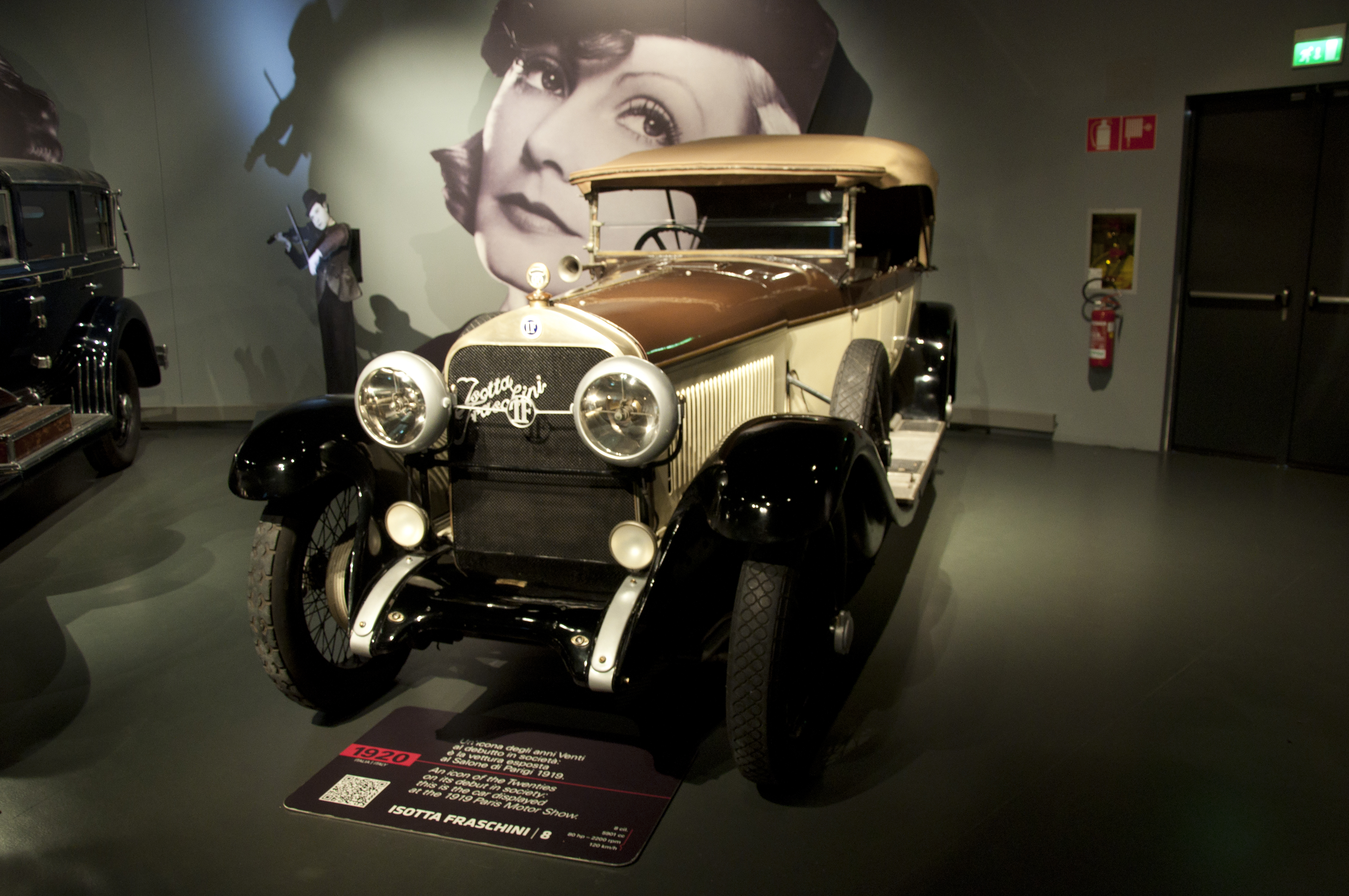
Isotta Fraschini Tipo 8 (1920) als toerwagen
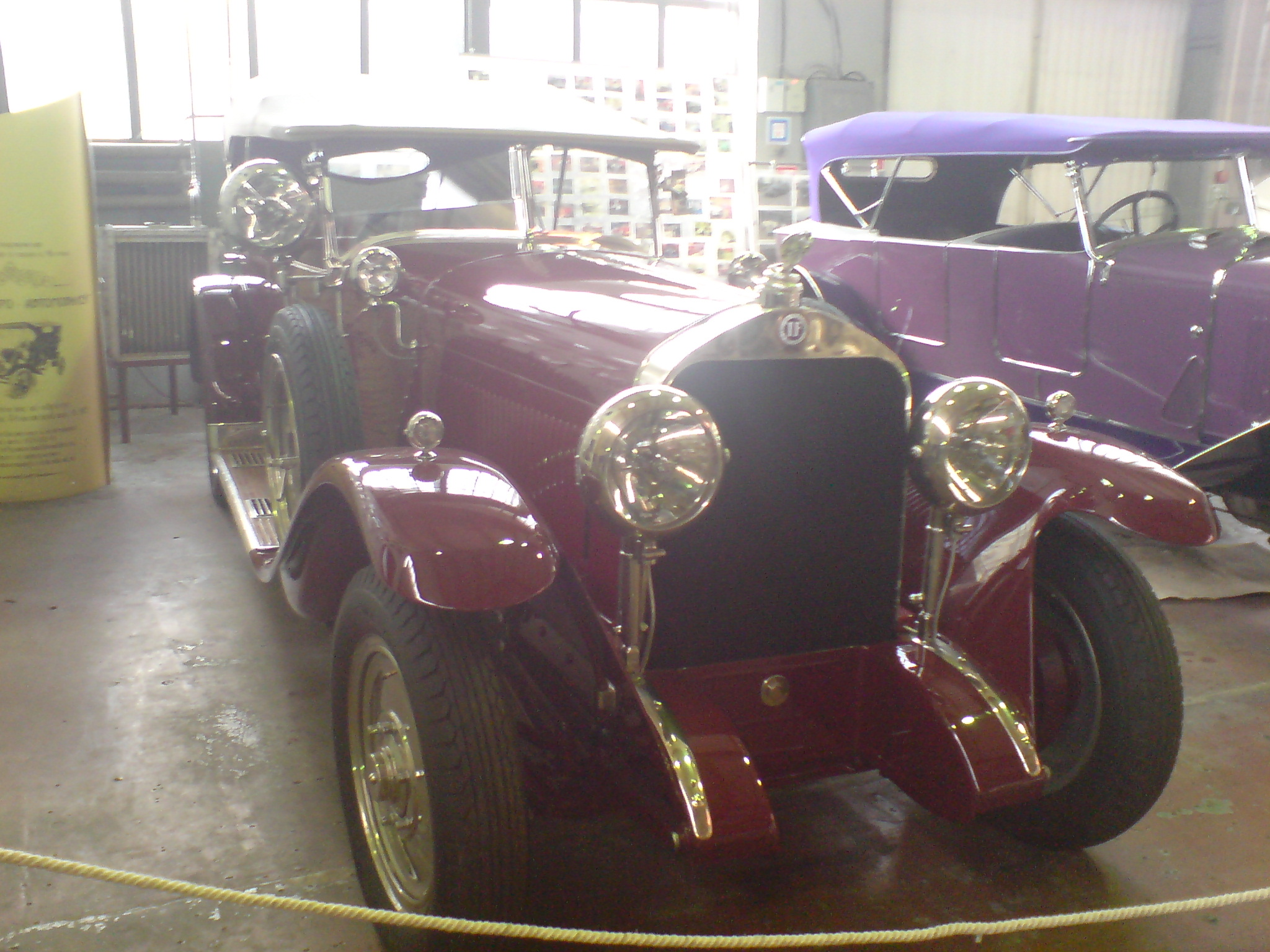
Isotta Fraschini Tipo 8 (1924) met een carrosserie van Cesare Sala
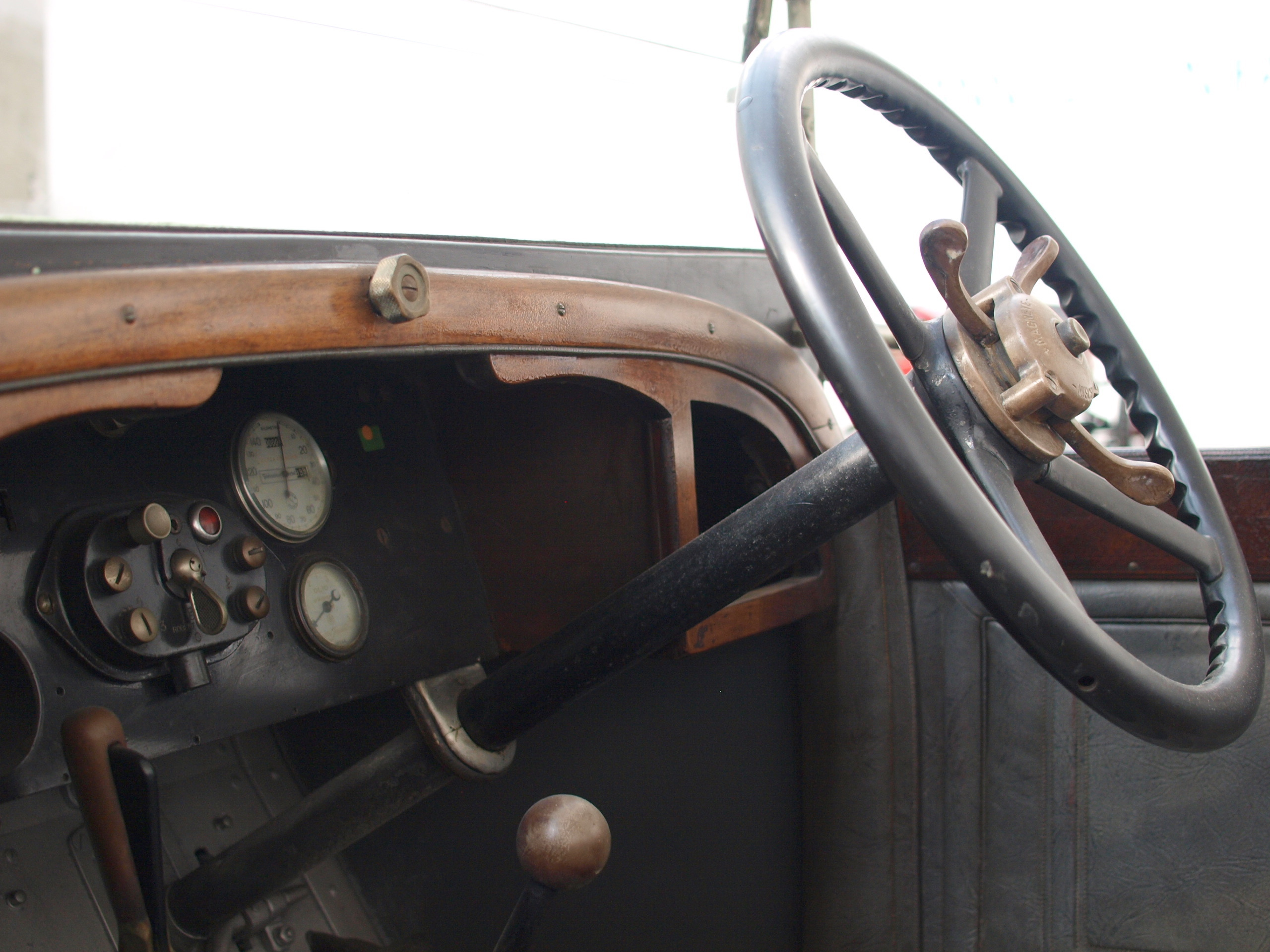
Isotta Fraschini Tipo 8, dashboard
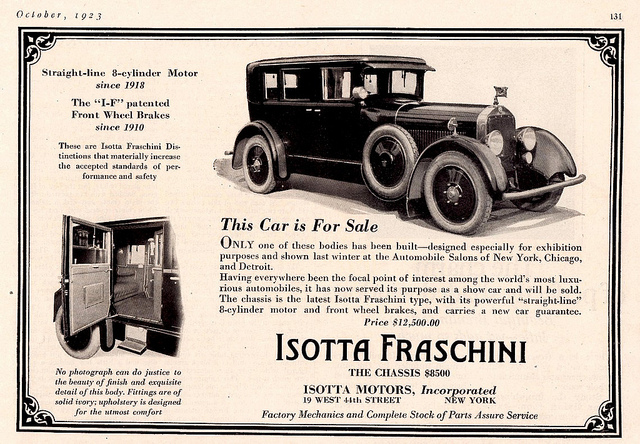
Isotta Fraschini Tipo 8, Amerikaanse advertentie uit 1923
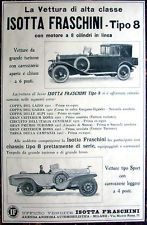
Isotta Fraschini Tipo 8, Italiaanse advertentie uit 1923